# Communauté de communes des Trois Vallées (Meurthe-et-Moselle)
Pour les articles homonymes, voir Communauté de communes des Trois Vallées.
La communauté de communes des Trois Vallées est une ancienne communauté de communes française, qui était située dans le département de Meurthe-et-Moselle.
Le 1er janvier 2011, la communauté de communes fusionne avec la Communauté de communes du Mad à l'Yron pour donner naissance à la Communauté de communes du Chardon Lorrain.

## Composition
Cette communauté de communes était composée des 26 communes suivantes :
1. Thiaucourt-Regniéville (siège)
2. Arnaville
3. Bayonville-sur-Mad
4. Beaumont
5. Bernécourt
6. Bouillonville
7. Charey
8. Dommartin-la-Chaussée
9. Essey-et-Maizerais
10. Euvezin
11. Fey-en-Haye
12. Flirey
13. Jaulny
14. Limey-Remenauville
15. Lironville
16. Mamey
17. Mandres-aux-Quatre-Tours
18. Pannes
19. Onville
20. Rembercourt-sur-Mad
21. Saint-Baussant
22. Seicheprey
23. Vandelainville
24. Viéville-en-Haye
25. Villecey-sur-Mad
26. Xammes